# 사이완 전쟁묘지

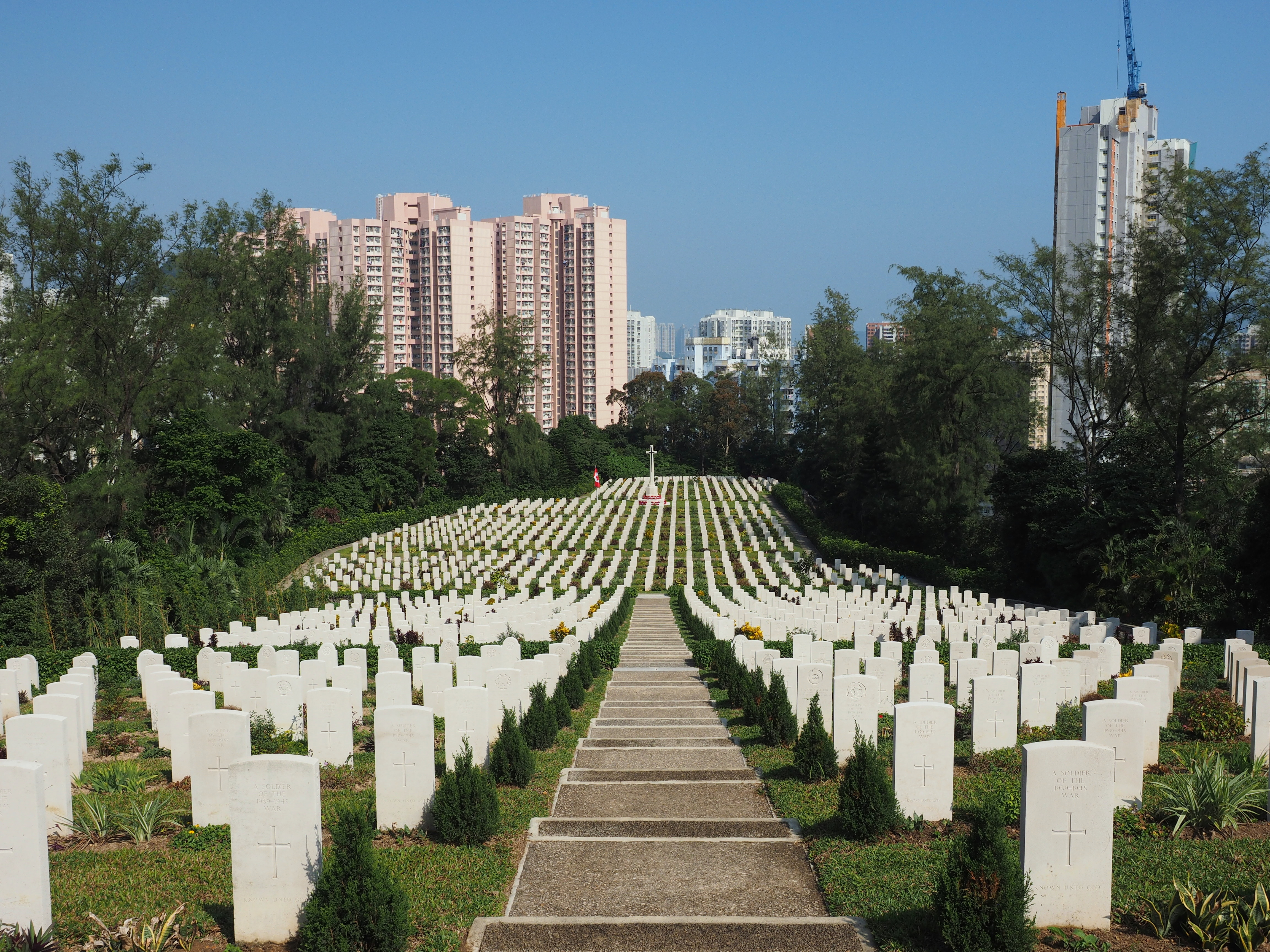
사이완 전쟁묘지

사이완 전쟁묘지(Sai Wan War Cemetery)는 홍콩섬 북동부 차이완에 있는 전쟁 묘지로 1946년에 조성됐다. 포팅어산 서쪽 사면에 있는 사이완 전쟁묘지는 주로 영연방군을 포함하여 제2차 세계 대전 때 희생된 군인을 기리는 목적을 갖고 있지만 제1차 세계 대전 때 희생된 12명도 묻혀 있다.

## 매장자

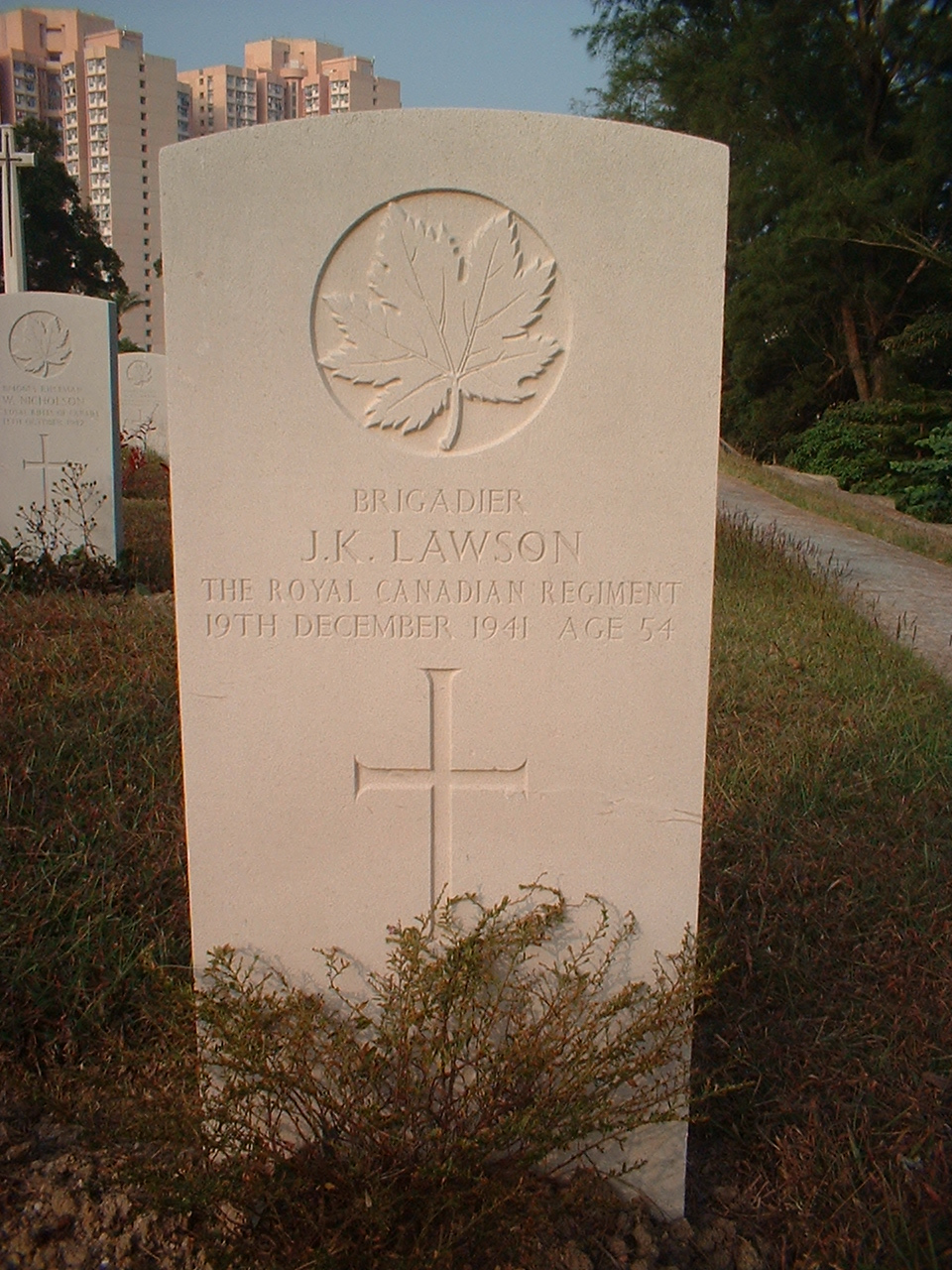
준장 존 로슨의 묘비

준장 존 K. 로슨을 포함해서 캐나다 출신 약 280명이 묻혀 있다. 로슨은 홍콩 전투에서 전사한 최고위 장교다. 빅토리아 십자훈장을 수여받은 중대 선임부사관 존 로버트 오스본이 묻혀 있지는 않지만 그의 이름이 기념관에 새겨져 있다.

## 같이 보기
- 스탠리 군사묘지